# 和歌山城西之丸庭園

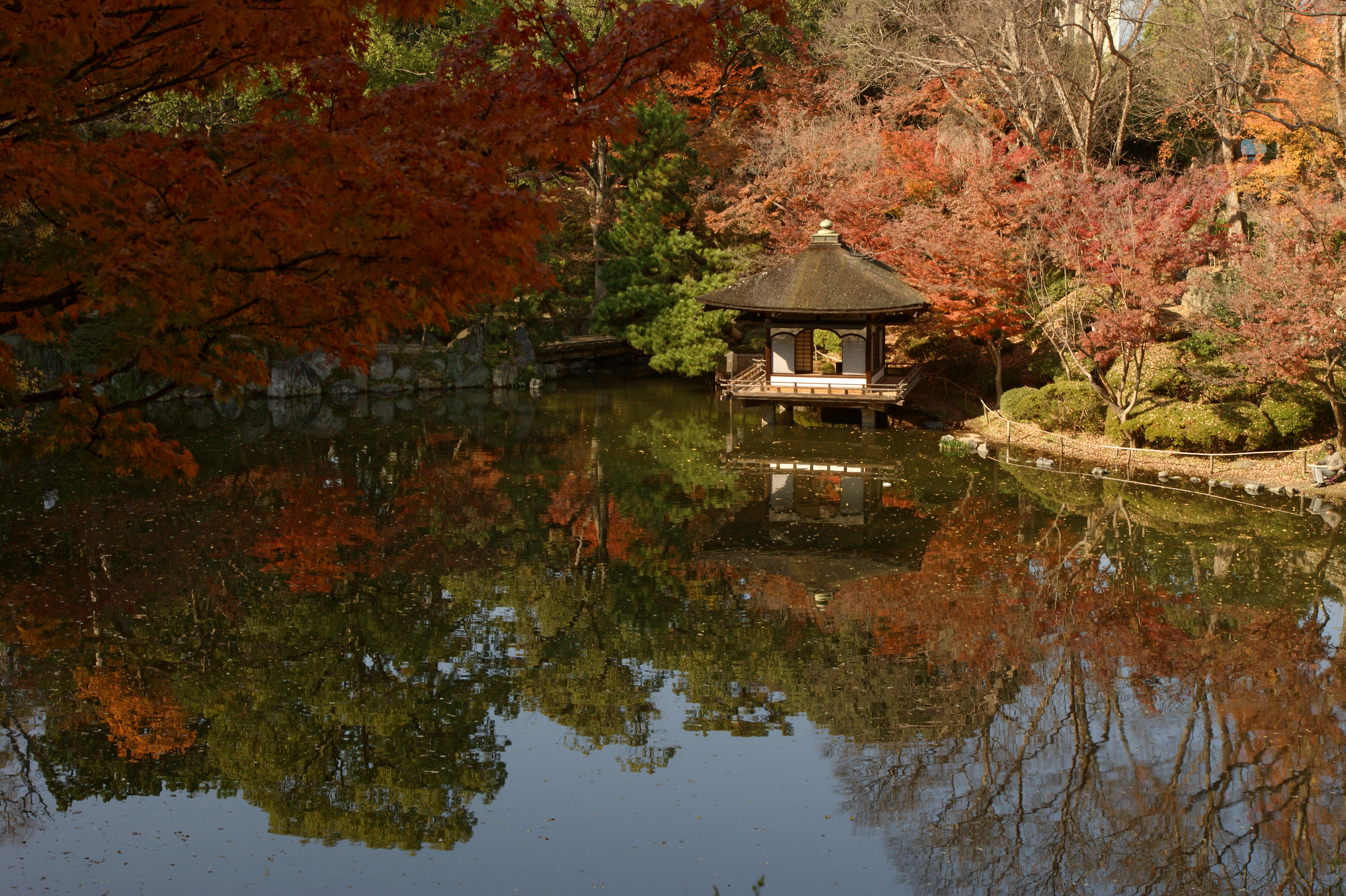
内堀と鳶魚閣

和歌山城西之丸庭園（わかやまじょうにしのまるていえん）は和歌山県和歌山市の国の史跡和歌山城内にある日本庭園。通称は紅葉渓庭園（もみじだにていえん）で、その名の通り庭園内には紅葉が繁茂する。国の名勝に指定されている。

## 概要
江戸時代初期に、紀州藩初代藩主徳川頼宣が和歌山城北西隅の西之丸に隠居所の御殿と共に築いた池泉回遊式庭園である。
虎伏山麓の斜面という立地を生かして湧水を利用した2段の池と瀧を設け、さらに内堀の一部をもう一つの池として庭園に取り込むことで広がりをもたせており、内堀の畔に池亭「鳶魚閣」を配することにより連続性を確かにしている。
江戸時代初期築造の大名庭園において日本屈指の名園と評されていたが、明治維新後は長らく荒廃していた。しかし城郭内に現存する庭園の遺存例は極めて少なくその希少性もあって文化庁主導の下1970年代より大掛かりな発掘調査と復元整備が開始され、1985年11月27日国の名勝指定を経て、2006年4月に御橋廊下が復元されている。

## 施設
- 鳶魚閣（えんぎょかく）
- 紅葉渓橋
- 紅松庵（こうしょうあん） - 1970年の発掘調査で確認された茶室の遺構に建てられた数奇屋造の茶室。1973年に和歌山市出身で名誉市民の松下幸之助が寄贈したもの。
- 御橋廊下 - 二の丸と西の丸を結んで斜めに架かる廊下橋。2006年4月に復元された。

## 利用情報
- 開園時間 - 9:00-16:30（紅松庵は16:00まで）
- 休園日 - 12月29日-12月31日（紅松庵は翌年1月3日まで）
- 入園無料
- 紅葉の見頃 - 11月下旬-12月上旬
- 所在地 - 〒640-8146 和歌山県和歌山市一番丁

## 交通アクセス
- 和歌山市駅から徒歩約15分
- 和歌山駅から和歌山バスに乗車し「市役所前」バス停で下車、徒歩約2分

## 周辺
- 和歌山県庁
- 和歌山県立近代美術館・和歌山県立博物館
- 和歌山市立こども科学館